# Apalocnemis halterata
Apalocnemis halterata är en tvåvingeart som beskrevs av Becker 1919. Apalocnemis halterata ingår i släktet Apalocnemis och familjen Brachystomatidae. Inga underarter finns listade i Catalogue of Life.